# Palazzo Spinola (San Giuliano)
Palazzo Spinola (in maltese Palazz ta' Spinola), noto anche come Spinola House e Villa Spinola, è un palazzo che si trova a San Ġiljan, sull'isola di Malta. 
Costruito nel XVII secolo da Fra Paolo Rafel Spinola, un cavaliere dell'Ordine di San Giovanni, venne successivamente ampliato nel XVIII secolo su progetto di Romano Carapecchia.
Tra il 1860 e il 1922 il palazzo fu utilizzato come ospedale militare e successivamente è stato utilizzato per diversi scopi, tra cui rifugio per i senzatetto del secondo dopoguerra, museo di arte moderna e Ministero del Turismo. Dalla fine del 2007 sino al 2021 l'edificio ha ospitato la sede dell'Assemblea parlamentare del Mediterraneo.
Al momento della sua costruzione furono costruiti anche alcuni edifici accessori, come una chiesa, due rimesse per le barche, un belvedere e un fabbricato adibito a scuderia, che sopravvivono ancora oggi e appartengono a diversi proprietari privati, mentre il palazzo è di proprietà del governo maltese. In origine l'edificio disponeva di ampi giardini estesi, compresi giardini barocchi e vigneti, ma nel tempo questi vennero ridotti a un giardino recintato sul retro e ad un piccolo giardino pubblico sul davanti.